# Mistrzostwa NAFC
Mistrzostwa NAFC (hiszp. Copa NAFC, ang. NAFC Championship) – rozgrywki piłkarskie w Ameryce Północnej organizowane przez NAFC (ang. NAFC – North American Football Confederation) dla zrzeszonych reprezentacji krajowych w latach 1947–1991 (z przerwą w latach 1949–1990).

## Historia
Zapoczątkowany został w 1947 roku przez NAFC. W turnieju uczestniczyły reprezentacje Kuby, Meksyku i Stanów Zjednoczonych. Rozgrywki zostały rozegrane na stadionach Kuby. 3 drużyny systemem kołowym wyłoniły mistrza. Pierwszy turniej wygrała reprezentacja Meksyku. Po dwóch latach została rozegrana druga edycja, którą ponownie wygrał Meksyk.
W 1961 roku organizacja NAFC połączyła się z CCCF (Confederación Centroamericana y del Caribe de Fútbol), w wyniku czego została utworzona CONCACAF, która rozpoczęła własne mistrzostwa.
Po 41 latach przerwy, w 1990 rozgrywki zostały wznowione. W turnieju uczestniczyły reprezentacje Kanady, Meksyku i Stanów Zjednoczonych. Rozgrywki zostały rozegrane na stadionach Kanady i mistrzostwo zdobył ich gospodarz. W 1991 odbyła się ostatnia IV edycja mistrzostw, a mistrzem został po raz trzeci Meksyk.

## Finały
| Rok            | Gospodarz         | Finałowe miejsca | Finałowe miejsca  | Finałowe miejsca  | Liczba finalistów |
| Rok            | Gospodarz         | Mistrz           | Wicemistrz        | Trzecie miejsce   | Liczba finalistów |
| -------------- | ----------------- | ---------------- | ----------------- | ----------------- | ----------------- |
| 1947 Szczegóły | Kuba              | Meksyk           | Kuba              | Stany Zjednoczone | 3                 |
| 1949 Szczegóły | Meksyk            | Meksyk           | Stany Zjednoczone | Kuba              | 3                 |
| 1990 Szczegóły | Kanada            | Kanada           | Meksyk            | Stany Zjednoczone | 3                 |
| 1991 Szczegóły | Stany Zjednoczone | Meksyk           | Stany Zjednoczone | Kanada            | 3                 |

## Statystyki
| Lp. | Drużyna           | Mistrz | Wicemistrz | Lata triumfów     |
| --- | ----------------- | ------ | ---------- | ----------------- |
| 1.  | Meksyk            | 3      | 1          | 1947, 1949*, 1991 |
| 2.  | Kanada            | 1      | 0          | 1990*             |
| 3.  | Stany Zjednoczone | 0      | 2          |                   |
| 4.  | Kuba              | 0      | 1          |                   |

* jako gospodarz.
W pierwszych dwóch edycjach uczestniczyła reprezentacja Kuby, a w ostatnich dwóch zamieniła je Kanada.